# 土田荘助
土田 荘助（莊助、つちだ そうすけ、1888年（明治21年）3月13日- 1962年（昭和37年）8月25日）は、大正から昭和時代の農場経営者（馬産）、地主、実業家、政治家。衆議院議員。

## 経歴
秋田県平鹿郡、のちの館合村（大雄村を経て現：横手市）で素封家土田万助の長男として生まれる。仙台第一中学校（現：宮城県仙台第一高等学校）を卒業した。
平鹿郡大森町菅生田（現：横手市大森町）の土田農場を経営し、馬産に取り組み、競走馬「フレーモア」の生産者として知られた。秋田県畜産組合議長、馬政協議会議員、帝国馬匹協会特別会員、中央畜産会特別議員、秋田県畜産組合長、日本競走馬生産者協会会長、地方森林会議員、秋田県耕地協会評議員、大日本山林会評議員などを務めた。
なお、土田が馬主であったフレーモアは、1934年に行われた第3回東京優駿大競走（日本ダービー）に優勝しているが、史上初で唯一の秋田県産日本ダービー優勝馬であり、また、「初の個人牧場生産馬の東京優駿優勝」、「府中最初のダービー馬」（目黒競馬場から移転した新生・東京競馬場で最初に行われた東京優駿のため）でもあった。土田が生産したフレーモアの全妹のアステリモアは、1938年の第1回阪神優駿牝馬（後のオークス）に優勝している（アステリモアは、競馬評論家大川慶次郎の父である大川義雄が馬主であった）。
政界では、秋田県会議員、同副議長に在任。1936年（昭和11年）2月、第19回衆議院議員総選挙に秋田県第2区から出馬して当選し、次の第20回総選挙でも当選し、翼賛議員同盟に所属して衆議院議員を連続2期務めた。
実業界では、羽後交通取締役、羽後銀行（現：北都銀行）取締役などを務めた。戦後に公職追放となった。

## 家族
人事興信録4版より。
- 曾祖父 - 吉太郎[7]
- 祖父 - 吉治（明治6年没[7]）
- 祖母 - （明治17年5月没[7]）
- 養祖父 - 彦七（父の叔父）
- 父 - 万助
- 母 - ムメヤ（明治9年7月 - 、秋田県・照井治右衛門の次女）[8]
  - 妻 - ヨシ（明治27年9月 - 、秋田県・薄田太三郎の長女）[8]
    - 長女 - ハル（大正2年2月 - 、保阪潤治の三男・隣三郎の妻）[9][10]
    - 長男 - 彦弥（大正4年2月 - 、慶應義塾大学卒業、東北興業勤務、陸軍中尉）[9][10]